# قائولژیر
قائولژیر (قزاقی: Қауылжыр) یک رودخانه در کشور قزاقستان است.